# ルノホート計画

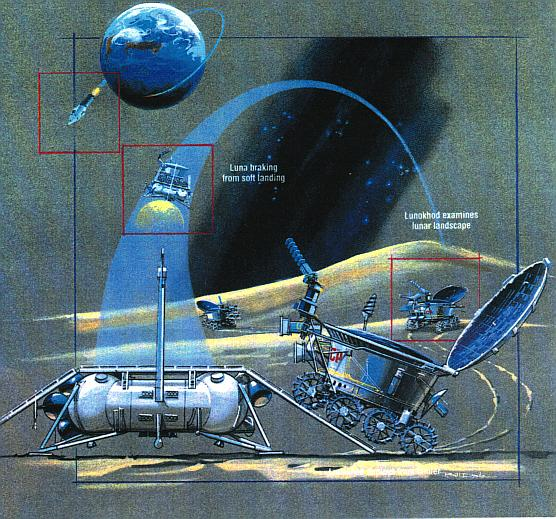
計画の図式

ルノホート（ロシア語: Луноход）計画はソビエト連邦が1969年 - 1977年にかけて計画した月へのロボット探査車の投入計画である。ルノホートはロシア語で月を歩行する者という意味を持つ。1969年ルノホート1Aは打上げ中に破壊され、1970年のルノホート1号と1973年のルノホート2号が月に着陸した。1977年には3号機が打上げられる予定であったがこれは達成されなかった。
成功したミッションはゾンド計画やルナ計画の月ミッションと並行して行われた。ルノホートは最初はソビエト・ムーンショット計画のために設計され、遠隔操作式ロボットで表面を探査し、写真を送り返す計画であった。ルノホートはプロトンロケットによって打上げられ、ルナ探査機によって月面に到着した。ルノホートのために作られたルナ探査機の月着陸部分はサンプルリターンミッションのものと類似していた。ルノホートの設計はラボーチキンのアレクサンドル・ケムルジャンが行った。1997年のマーズ・パスファインダーまでは他天体に送られた唯一の遠隔ロボット車両であった。
2010年、NASAのルナ・リコネッサンス・オービターが信号が失われ位置の把握が出来なくなっていたルノホート1号の轍と最後の位置を発見し、研究者はテレスコープ・パルスレーザー測距計によってルノホートの再反射を検出した。

## 開発

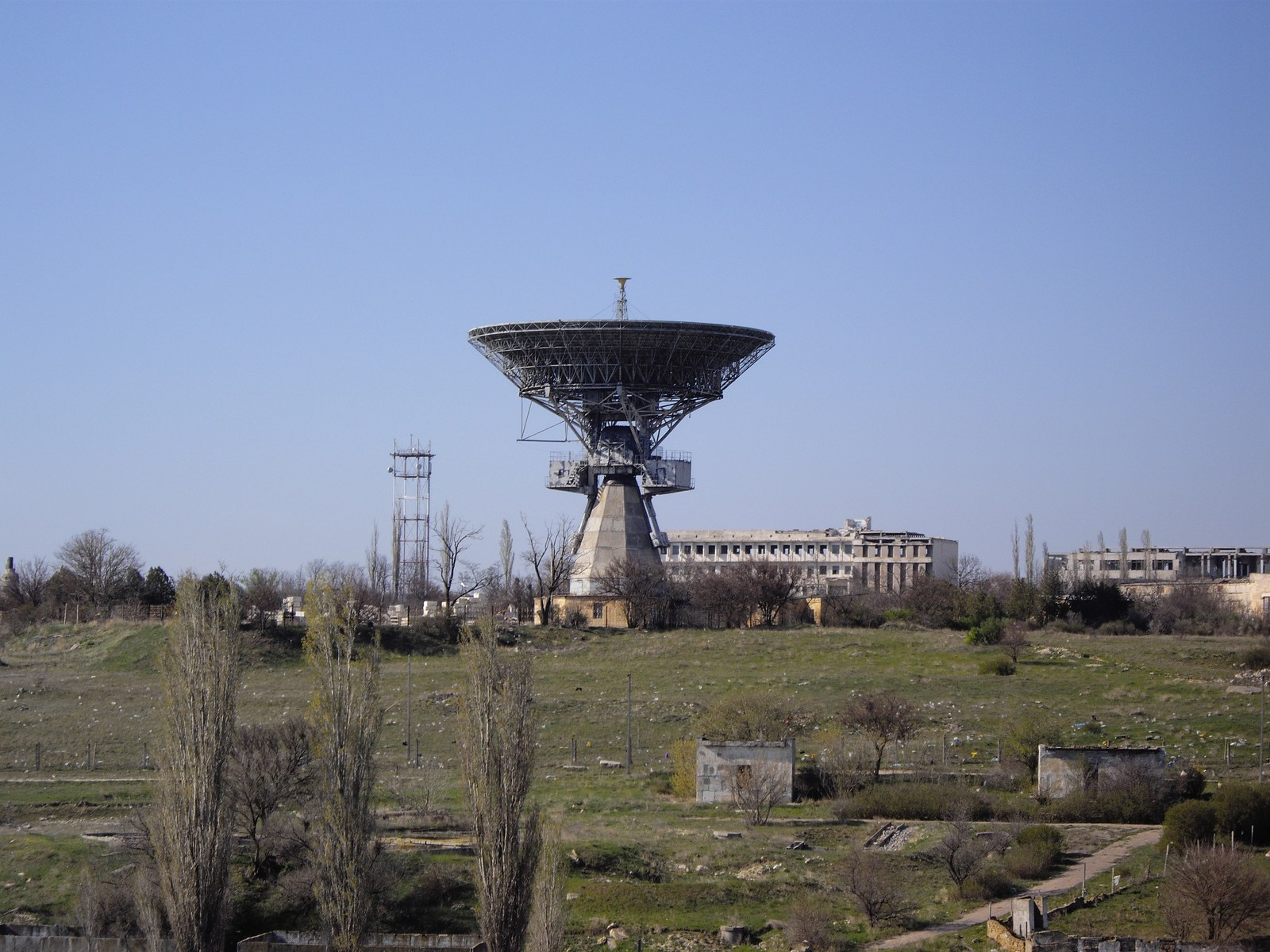
TNA-400パラボラアンテナと放棄されたNIP-10

ルノホートの元々の計画は後の月面有人着陸と、月面基地のための地形探査であった。また、有人宇宙機精密着陸のためのラジオビーコンを提供することも意図しており、さらに探査車は何らかの障害が発生した場合、バックアップ用LK着陸船への宇宙飛行士1人の移動のために設計されていた。アポロ計画成功後は月面遠隔探査のために利用されることとなった。
1968年半ば、シンフェロポリ近郊ШкольноеのКИП-10とНИП-10（KIP-10、NIP-10）でルノドロームが製造された。これは月面の一部に似せた120 m×70 mの約1 haの範囲の実験施設で、3000立方メートルの土砂を使って建設され、最大で直径16メートルの物を含む54のクレーターや様々な大きさの160個の岩なども設置されており、施設はレンガで囲まれ、灰色と黒色に塗られていた。この施設はルノホートのシャーシ問題を分析するために使われた。
最低でも4機の完成した探査車が製造され、201・203 - 205とナンバリングされた。

## ルノホート201
極秘開発と運用訓練後、最初のルノホート（vehicle 8ЕЛ№201）が1969年2月19日に打上げられた。しかし、数分後にロケットは分解し、これによってルノホートも失われた。ソ連崩壊まで他国はロケットにルノホートが積まれていたことを知ることがなかった。この初号機失敗の後、ソ連技術者は直ぐに次の月面車の準備を始めた。

## ルノホート1号
ルノホート1号（vehicle 8ЕЛ№203）はソ連が最初に月面へ投入成功した月面車である。ルノホート1号はルナ17号に乗せられており、ルナ17号が月面にルノホート1号を輸送した。またルノホート1号は世界初の遠隔操作型ロボット月面車であった。
ルナ17号は1970年11月10日14時44分01秒（UTC）に打上げられ、待機軌道に乗せられた後、同日14時45分（UTC）にルナ17号の最終段で月遷移軌道へ乗せられた。11月12日・14日に2回のコース修正を行い、15日22時00分に月周回軌道へ乗せられた。その後、11月17日3時47分（UTC）に雨の海へ軟着陸し、ルノホート1号は2本のスロープを有する着陸機より6時28分に月面へ降りた。
真空で稼動するために、それぞれの車輪ハブに1つある機械部品と電気モーターには特殊なフッ素ベース潤滑油が使われており、これらは加圧空間内に入れられていた。
ローバーは月での昼に稼動し、時折太陽光パネルによる電池蓄電のために停止した。夜になると次に日が当たるまでローバーは冬眠状態となり、機械故障を避けるため放射性同位体加熱ユニットで暖められていた。

### 搭載装置類
- カメラ（2台のTVと4台のパノラマ視程計）
- RIFMA 蛍光X線分光計
- RT-1 X線望遠鏡
- PrOP 走行距離計 / 透過度計
- RV-2N 放射線検出器
- TL レーザー逆反射器

## ルノホート2号
ルノホート2号（vehicle 8ЕЛ№204）は2機目でより先進的な月面探査車。1973年1月8日に待機軌道に打上げられ、その後月遷移軌道へ乗せられた。1973年1月12日にルナ21号は月周回軌道の90 - 100 kmの高度まで下げられた。
ルナ21号は月へ着陸し、ルノホート2号を展開した。計画第一目標は月面画像収集・月からの天文観測の可能性を判断するための周囲の光のレベルの調査・地球からのレーザーによる測距実験・太陽X線観測・月の磁場測定・月面物質の機械的特性の研究などであった。1973年1月15日23:35分に月面座標北緯25.85度、東経30.45度のル・モニエクレーターへ着陸を行った。
着陸後、ルノホート2号は周囲の画像を収集し、着陸機からの傾斜路を降り、1973年1月16日1時14分に月面へ到達し、ルナ21号着陸機の写真と着陸地点画像を撮影した。

### 搭載装置類
- カメラ（3台のTVカメラ & 4台のパノラマ視程計）
- RIFMA-M 蛍光X線分光計
- X線望遠鏡
- PROP 走行距離計 / 透過度計
- RV-2N-LS 粒子検出器
- TLレーザー逆反射器
- AF-3L UV/可視 天体光度計
- SG-70A 磁気センサ
- Rubin 1 光検出器

## ルノホート3号

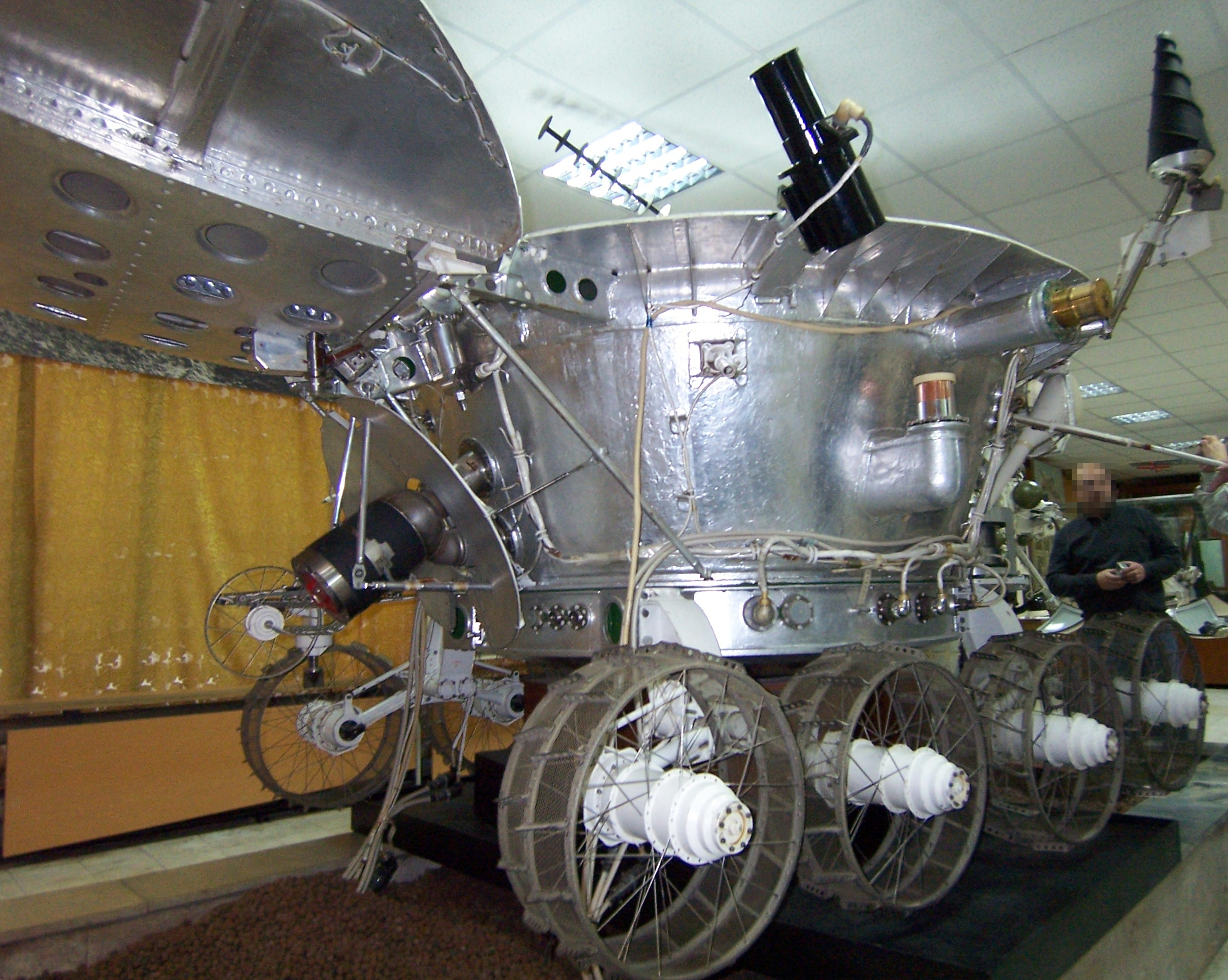
ルノホート3号

ルノホート3号（vehicle 8ЕЛ№205）は1977年の月着陸を目指して製造された。しかしながら予算と打上げ機が確保出来なかったために打上げられることはなかった。NPOラボーチキン博物館が所有している。

## 結果
ルノホート1号は332日の運用で10.5 kmを走行し、20,000枚の画像と206枚の高解像度パノラマ画像を地球に送信した。加えて、RIFMA蛍光X線分析装置で25回の土壌の分析を行い、透過度計は500回それぞれ違う場所で利用された。
ルノホート2号は約4か月に渡り運用され、丘陵の高台や溝地含む37 kmを走行し、2013年1月時点でも月と火星探査ローバー移動距離で最長記録を保持している。86枚のパノラマ画像、80,000枚の画像が地球に送られた他、月面への機械的試験、レーザー測距実験、その他の実験も完了させた。
現在の探査車と比較すれば、NASAの同規模の探査車であるマーズ・エクスプロレーション・ローバー、スピリットとオポチュニティは2009年1月に5年目を迎え、125,000枚の画像を送信しているがルノホート2号の移動距離記録はまだ破られていない。

## チェルノブイリとルノホート
Jean Afanassieffによるフランスのドキュメンタリー映像"タンク・オン・ムーン"によると、1986年4月26日のチェルノブイリ事故によってルノホート設計に再び脚光が当たったとされる。東ドイツはソビエト民間防衛軍向けに遠隔操作ブルドーザーを製作したが、これは爆発で破壊され部分的に残った原子炉建屋の屋上での運用には重過ぎた。非常に強力な電磁放射線により、労働シフトがわずか90秒に制限されていたため、人間労働者は効率的に考えて瓦礫除去に採用することが出来なかった。
引退していたルノホートの設計者が呼び戻され、2週間で電子システムが放射線に対抗するために強化されて、ラック内部温度調整のために核崩壊熱源を用いた車両が造られた。これによって設計者達が迅速に原子力災害復旧作業用派生車両を考案することが可能となった。7月15日、STR-1と呼ばれる2台のローバーがチェルノブイリに搬入され、瓦礫除去能力を証明し、設計者は賞を獲得した。しかし、非常に強力な放射線によって瓦礫除去車両のほとんどが失敗に終わり、結局はリクビダートルと呼ばれる人間労働者が働くこととなった。
チェルノブイリ事故を描いた2019年のテレビドラマ『チェルノブイリ』でもこのエピソードは取上げられ、STR-1を使って原子炉建屋屋上のうち比較的低汚染度区画の瓦礫除去を行っている。作中では汚染度が高い区画ではSTR-1を使用出来ないことから、西ドイツから「ジョーカー」という遠隔操作ブルドーザーを導入してその区画の瓦礫除去を行おうとしたが、作業開始数秒後に回路が焼き切れて故障したため（ソ連政府が「地球規模の核災害は起きていない」という建前の下、西ドイツに対し実際の放射線量よりも低い数値を伝えて導入した）、リクビタートル（作中では「バイオロボット」と呼称）が投入されることとなる。

## 現在位置・現在の所有権

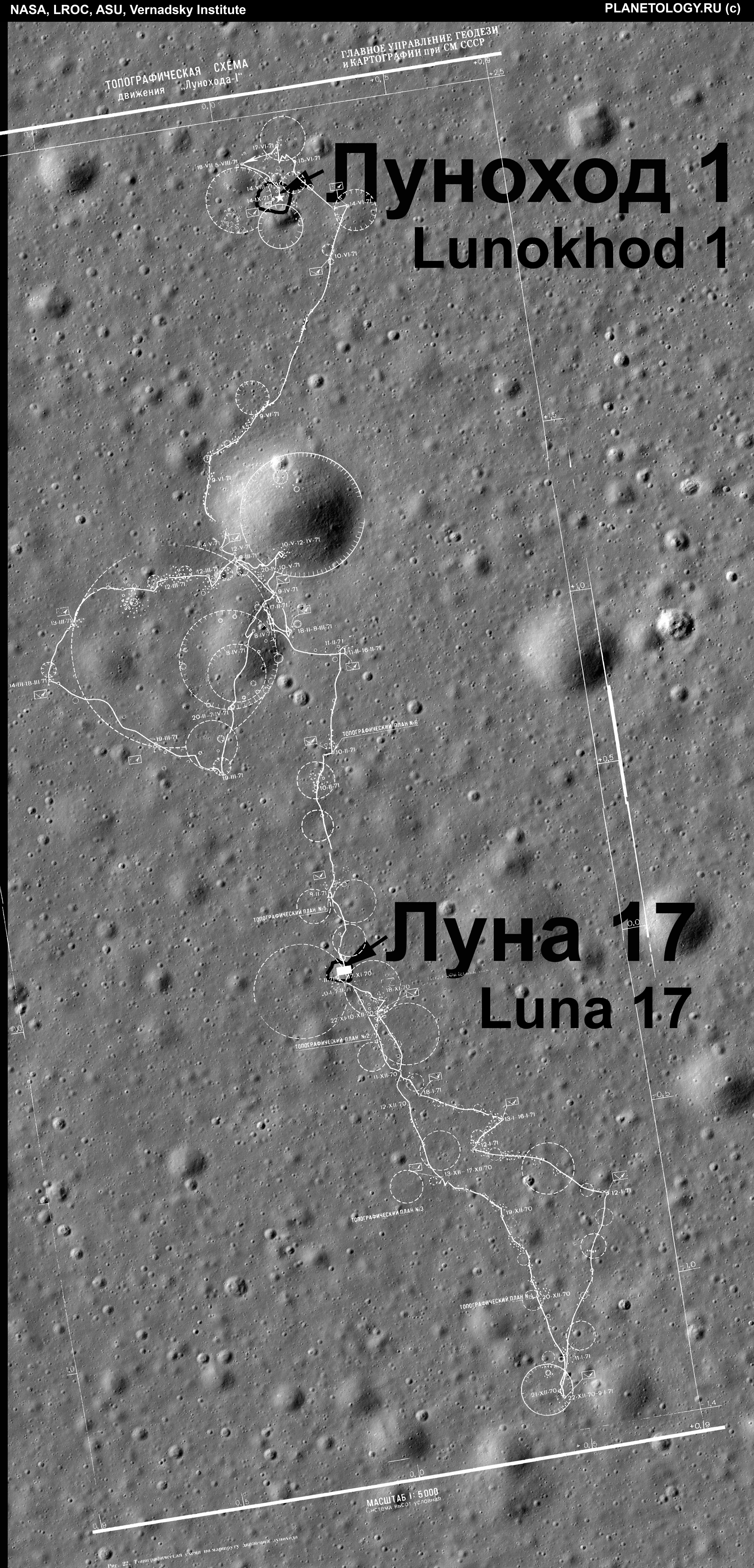
LROが撮影したルナ17号とルノホート1号の着陸地点

2010年まで、ルノホート1号の最終位置は数 km単位で不確かであり、月面レーザー測距実験は1970年代以降逆反射器から戻ってくる信号の検出に失敗していた。
しかし、2010年3月17日、Albert Abdrakhimovはルナ・リコネッサンス・オービタの撮影した画像M114185541RCにランダーとローバーの両方を発見し、4月22日にはTom MurphyとRusset McMillanがアパッチポイント天文台望遠パルスレーザー測距器によってルノホート1号の逆反射器を検出した。
ルノホート2号は月面レーザー測距実験による検出が継続しており、その位置は数十 cm単位の精度で知られている。
ルノホート2号とルナ21号の所有権とはラボーチキン社が1993年12月にニューヨークサザビーズで競売に掛け、68,500USドルで売却された (although the catalog incorrectly lists lot 68A as Luna 17/Lunokhod 1).。購入者はコンピュータゲーム会社の社長で、宇宙旅行の経験もあるリチャード・ギャリオットであった。彼はゲーム雑誌へのインタビューの中で「月面に唯一民間人として物を所有している」として月の所有権を主張している。2007年にはギャリオットがルノホートの保有者であると公表している。

## 関連画像

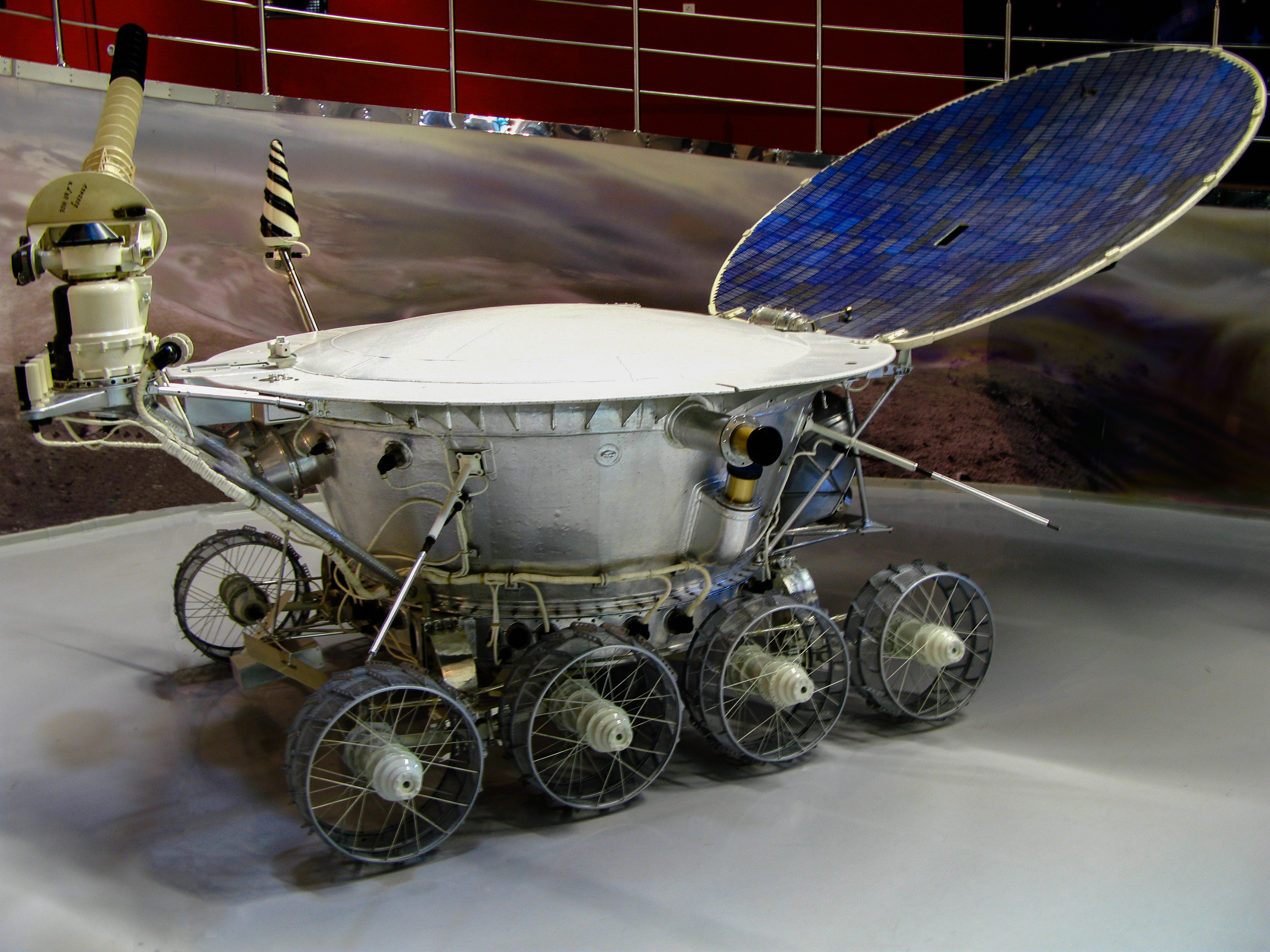
ルノホートはソビエトの誇る月面車である
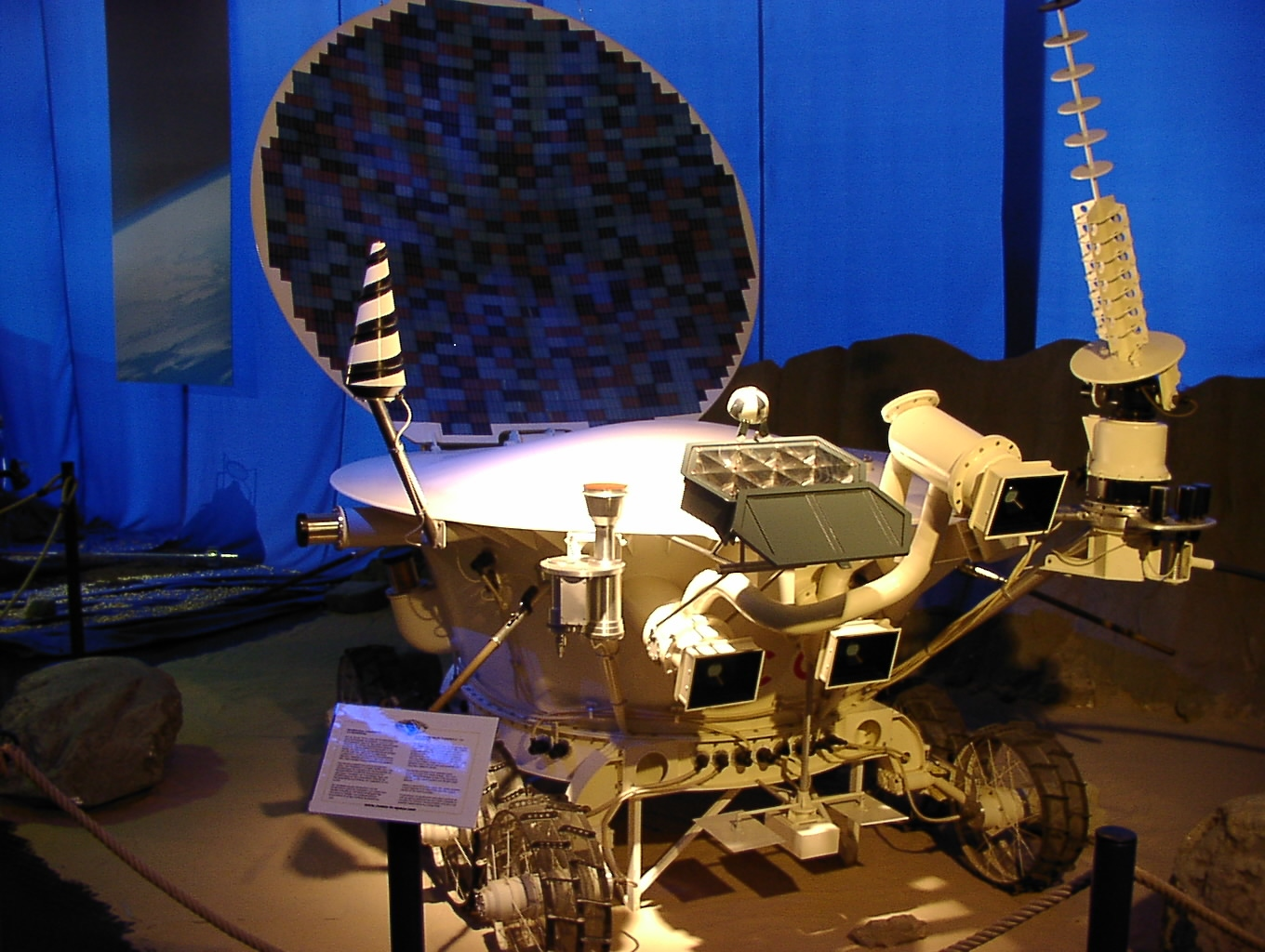
ルノホートの模型
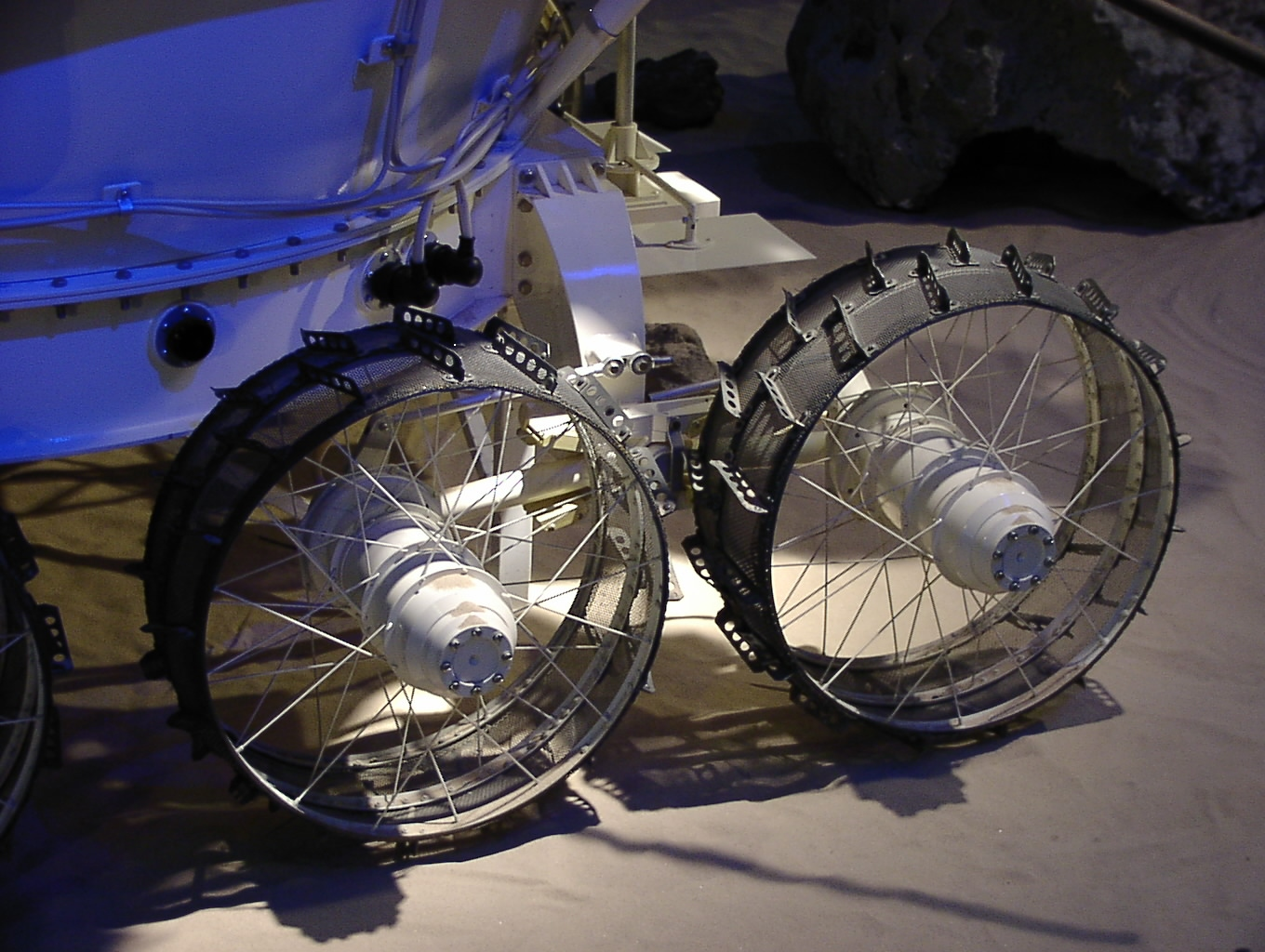
ルノホート探査車の車輪
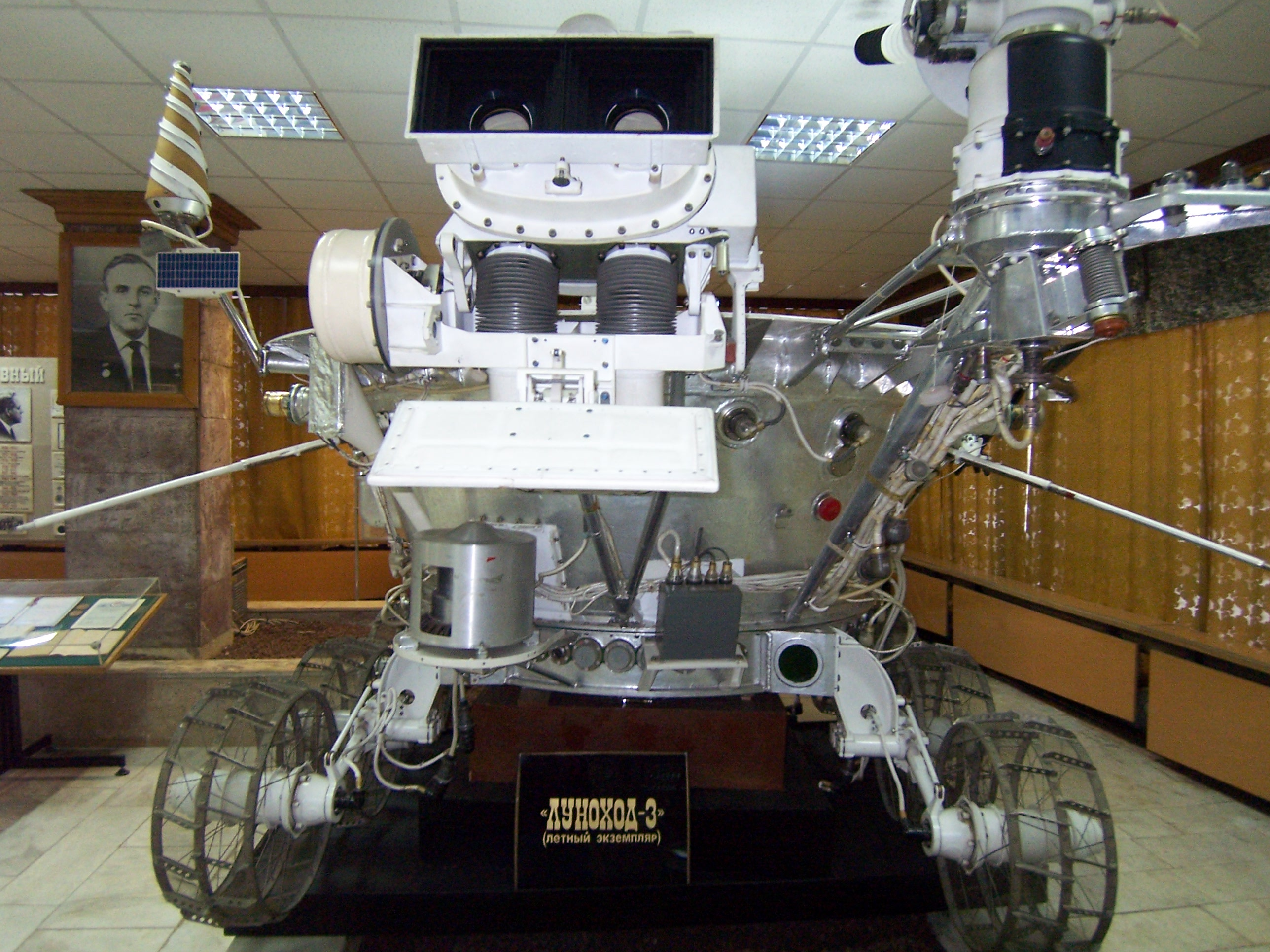
ルノホート3号 計画は存在したが結局打上げられなかった。

## 註
1. ↑   Lunochod's chief designer is dead. Cosmic Mirror. (March 6, 2003).[リンク切れ]
2. 1 2  Bleicher, Ariel (August 2010). “Forgotten Soviet Moon Rover Beams Light Back to Earth”. IEEE Spectrum.
3. ↑  “Космическая энциклопедия” (Russian) (2008年9月18日). 2012年8月28日閲覧。
4. 1 2  “Tank on the Moon”. The Nature of Things with David Suzuki. 6 December 2007. CBC-TV.
5. ↑  “Den ryska månbilen”. Vetenskapens värld (スウェーデン語). 11 February 2008. SVT2.[リンク切れ]
6. ↑  “Moon applications”.   Synlube Lube-4-Life. 2012年8月28日閲覧。
7. ↑  Chaikin, Andy (February/March 2004). “The Other Moon Landings”. Smithsonian Air & Space magazine.[リンク切れ]
8. ↑  “Distances Driven on Other Worlds (Infographic)”. Space.com. (2013年1月24日) 2013年5月1日閲覧。
9. ↑  “Public Events Mark Mars Rovers' Five-Year Anniversary” (Press release). Jet Propulsion Laboratory. 12 January 2009.
10. ↑  {{URL|1=example.com|2=リンクの表示名（省略可）}}
11. ↑   アイルランド
12. ↑  www.liquida.com/focus/2011/03/16/chernobyl-fukushima-russia-nuclear-energy/
13. ↑  {{URL|1=example.com|2=リンクの表示名（省略可）}}
14. ↑  Stooke, P.J. (2005). Lunar laser ranging and the location of Lunokhod 1 (PDF). Lunar & Planetary Science XXXVI.
15. ↑  David, Leonard (2006年3月27日). “Lunar Lost & Found: The Search for Old Spacecraft”.   SPACE.com. 2012年8月28日閲覧。
16. ↑  Lakdawalla, Emily (2010年3月17日). “And now for Luna 17 and Lunokhod 1”.   Planetary Report. 2012年8月28日閲覧。
17. ↑  “LROC Observation M114185541R”.   Arizona State University. 2012年8月28日閲覧。
18. ↑  Kluger, Jeffrey (April 1994). “The Bloc on the Block”. Discover magazine.
19. ↑  Sotheby's Catalogue - Russian Space History, Addendum, Lot 68A, December 11, 1993
20. ↑  Yans, Cindy (2001年4月13日). “Lord British, we hardly knew ye”. Computer Games Magazine.   via Demiurg.net. 2012年8月28日閲覧。
21. ↑  “The Astronaut's Son's Secret Sputnik”.   CollectSPACE (2007年10月2日). 2012年8月28日閲覧。
22. ↑  Garriott, Owen (10 December 2007). “Sputnik: 50 Years, One Month, Two Weeks Later”. Are We Alone (Interview). Interviewed by Seth Shostak. SETI Institute.

- Vinogradov, A. P., ed (1971) (Russian). Peredvizhnaya Laboratoriya na Lune Lunokhod-1. Tom 1. Moscow: Nauka
- Barsukov, V. L., ed (1978) (Russian). Peredvizhnaya Laboratoriya na Lune Lunokhod-1. Tom 2. Moscow: Nauka